# Música pop mexicana
A Música pop mexicana é um gênero musical produzido no México, geralmente em língua espanhola. Com um público particularmente jovem. Tem grande popularidade no México, Brasil, América Latina e Estados Unidos.

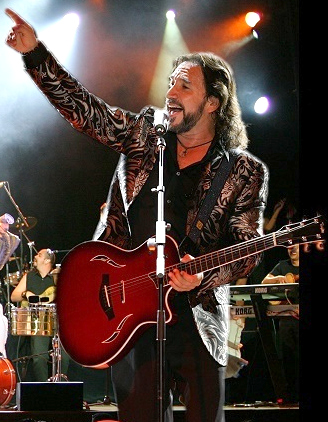
Marco Antonio Solis